# Кахибтляр
Кахибтляр — река в России, протекает в Шамильском районе Республики Дагестан. Длина реки составляет 16 км. Площадь водосборного бассейна — 31 км².
Начинается на склонах горы Барушмеэр хребта Шумхуэул. Течёт в северо-западном направлении вдоль хребта Табажатлимеэр. Устье реки находится в 79 км по правому берегу реки Аварское Койсу. На реке стоят сёла Кахиб и Гоор-Хиндах.

## Данные водного реестра
По данным государственного водного реестра России относится к Западно-Каспийскому бассейновому округу, водохозяйственный участок реки — Сулак от истока до Чиркейского гидроузла. Речной бассейн реки — Терек.
Код объекта в государственном водном реестре — 07030000112109300000988.